# Венаус
Венаус (итал. Venaus) је насеље у Италији у округу Торино, региону Пијемонт.
Према процени из 2011. у насељу је живело 905 становника. Насеље се налази на надморској висини од 605 м.

## Становништво
| 1931. | 1936. | 1951. | 1961. | 1971. | 1981. | 1991. | 2001. | 2011. |
| ----- | ----- | ----- | ----- | ----- | ----- | ----- | ----- | ----- |
| 916   | 935   | 968   | 930   | 985   | 997   | 984   | 976   | 959   |